# Rječnik francuskih filozofa sedamnaestog stoljeća
Rječnik francuskih filozofa sedamnaestog stoljeća (The Dictionary of Seventeenth-Century French Philosophers) rječnik je filozofskih spisatelja u Francuskoj koji su djelovali od 1601. do 1700. Rječnik je uredio Luc Foisneau. Izmijenjeno i prošireno francusko izdanje objavljeno je 2015.

## Sadržaj
Rječnik francuskih filozofa sedamnaestog stoljeća po abecednom redu predstavlja djela 582 filozofska spisatelja nastala između 1601. i 1700. Polazeći od najšireg značenja pojma filozofija u sedamnaestom stoljeću, rječnik predstavlja svojevrsnu enciklopediju ranomoderne misli obuhvaćajući različite intelektualne tradicije, od skolastičke filozofije do književnosti, pjesništva, politike, umjetnosti i znanosti. Ovaj rječnik ukazuje na načine na koje životi i djela čak i manjih pisaca mogu otkriti dotad neotkrivene veze između struja mišljenja, teorija znanja te religijskih i političkih privrženosti.
Rječnik je objavljen u Londonu i New Yorku u prosincu 2008, a nastao je kao dio međunarodnog intelektualnog projekta kojim se navedene teme, u periodu od 17. do 20. stoljeća pokrivaju u različitim zemljama. Ova inovativna metoda proučavanja filozofije je jedinstvena jer omogućuje da do izražaja dođu i relativno nepoznati autori, a navedeni je pristup zastupljen i u francuskom izdanju rječnika: Dictionnaire des philosophes français du XVIIe siècle: acteurs et réseaux du savoir. Francusko izdanje proširilo je polje istraživanja sa 108 dodatnih odrednica te s osam tematskih uvoda koji, nakon predgovora Luca Foisneaua, ukazuju na različite moguće intelektualne puteve: francuski kartezijanci (Emmanuel Faye); skolastička filozofija i teologija (Jacob Schmutz); libertinci i slobodno mišljenje (Isabelle Moreau), skrivena misao (Gianni Paganini); znanosti (Philippe Hamou); teorije umjetnosti (Carole Talon-Hugon); religijske kontroverze i rođenje književne republike (Antony McKenna); filozofska mjesta, društvenosti i prakse (Stéphane Van Damme). Francuska verzija također sadrži povijesni indeks koji na više od 300 stranica pruža biografske i bibliografske podatke što predstavlja posebno korisnu pomoć u istraživanju.

## Doprinosi
Na izradi Rječnika su radila ukupno 167 istraživača, iz 9 različitih zemalja (Francuska, Njemačka, SAD, Velika Britanija, Kanada, Nizozemska, Italija, Švicarska i Češka). Među njima su i sljedeći istraživači : Roger Ariew, Séverine Auffret, Laurent Avezou, Ann Blair, Olivier Bloch, Laurent Bove, Jean-Charles Darmon, Philippe Desan, Emmanuel Faye, Jean-Pierre Faye, Luc Foisneau, Daniel Garber, Catherine Goldstein, Thierry Gontier, Philippe Hamou, Thierry Hoquet, Jacques Le Brun, Franck Lessay, Jacqueline Lichtenstein, Antony McKenna, Noel Malcolm, Jean-Marc Mandosio, Rémi Mathis, Isabelle Moreau, Steven Nadler, Sophie Nicholls, Gianni Paganini, Martine Pécharman, Lawrence Principe, Andrew Pyle, Tad Schmalz, Jacob Schmutz, Jean-Fabien Spitz, Carole Talon-Hugon, Michel Terestchenko, Stéphane Van Damme, Philippe Vendrix, Eliane Viennot, Jean-Claude Vuillemin.

## Poveznice
1. ↑  Luc Foisneau (ed.
2. ↑  Luc Foisneau (éd.), avec Elisabeth Dutartre-Michaut et Christian Bachelier, Dictionnaire des philosophes français du XVIIe siècle: acteurs et réseaux du savoir, Paris, Classiques Garnier, 2015, 2138
3. ↑  http://fs.oxfordjournals.org/content/65/4/528.1.extract
4. ↑  http://www.bloomsbury.com/us/search?q=Dictionary+of+seventeenth-century+french+philosophers&Gid=1
5. ↑  Arhivirana kopija. Inačica izvorne stranice arhivirana 11. travnja 2015. Pristupljeno 24. veljače 2016. journal zahtijeva |journal= (pomoć)CS1 održavanje: arhivirana kopija u naslovu (link)
6. ↑  Arhivirana kopija (PDF). Inačica izvorne stranice (PDF) arhivirana 24. rujna 2015. Pristupljeno 24. veljače 2016.CS1 održavanje: arhivirana kopija u naslovu (link)